# 斯洛普縣 (北達科他州)
斯洛普县（英語：Slope County）是位於美国北达科他州西南部的一個縣，西鄰蒙大拿州，面積3,158平方公里。根據2020年美國人口普查，共有人口706人。縣治阿米登人口只有26人，是全美人口第二少的縣城。該縣成立於1914年11月3日，縣政府成立於1915年1月14日；縣名來自密蘇里高原（又稱密蘇里斜坡）。該州的最高點懷特峰（海拔1,069公尺）位於本縣。